# Lars Larsson (pilote automobile)
Pour les articles homonymes, voir Lars Larsson.
Lars Larsson, dit Stinsen, est un pilote automobile suédois essentiellement de rallycross, mais aussi de rallyes dans son pays.

## Biographie
Il a débuté la compétition en 1980, sur Volvo 142, puis a participé de nombreuses fois au rallye du sud de la Suède (le rallye de Scanie) entre 1980 et 1998, essentiellement sur des voitures Opel du Groupe N, notamment avec Christel Persson pour copilote.
Son fils Robin a été vice-champion d'Europe de rallycross catégorie tourisme en 2013, avant d'intégrer conjointement l'ERX et le championnat suédois de rallycross en 2014, succédant ainsi rapidement à son père au palmarès européen (Champion 2014).
Lars Larsson fut victime d'une sévère intoxication au monoxyde de carbone avec trois autres membres de son équipe en octobre 2011 lors d'un retour en car à la fin de l'épreuve des NGK Masters.

## Palmarès

### Titres en rallycross
- Champion d'Europe de rallycross en 2006 et 2007, sur Škoda Fabia T16 4x4.